# Polyrhachis punctillata
Polyrhachis punctillata é uma espécie de formiga do gênero Polyrhachis, pertencente à subfamília Formicinae.